# Camptoscaphiella
Camptoscaphiella is een geslacht van spinnen uit de  familie van de Oonopidae (dwergcelspinnen).

## Soorten
- Camptoscaphiella hilaris Brignoli, 1978
- Camptoscaphiella silens Brignoli, 1976
- Camptoscaphiella sinensis Deeleman-Reinhold, 1995
- Camptoscaphiella strepens Brignoli, 1976
- Camptoscaphiella tuberans Tong & Li, 2007